# Syntrichia subpapillosissima
Syntrichia subpapillosissima är en bladmossart som beskrevs av M. T. Gallego och J. Guerra in M. T. Gallego et al. 2002. Syntrichia subpapillosissima ingår i släktet skruvmossor, och familjen Pottiaceae. Inga underarter finns listade i Catalogue of Life.